# Municipio de White (condado de Pike)
El municipio de White (en inglés: White Township) es un municipio ubicado en el condado de Pike en el estado estadounidense de Arkansas. En el año 2010 tenía una población de 618 habitantes y una densidad poblacional de 5,45 personas por km².

## Geografía
El municipio de White se encuentra ubicado en las coordenadas 34°13′42″N 93°51′00″O / 34.22833, -93.85000. Según la Oficina del Censo de los Estados Unidos, el municipio tiene una superficie total de 113.44 km², de la cual 111,68 km² corresponden a tierra firme y (1,55 %) 1,76 km² es agua.

## Demografía
Según el censo de 2010, había 618 personas residiendo en el municipio de White. La densidad de población era de 5,45 hab./km². De los 618 habitantes, el municipio de White estaba compuesto por el 95,47 % blancos, el 0,81 % eran afroamericanos, el 0,65 % eran amerindios, el 0,16 % eran asiáticos, el 2,43 % eran de otras razas y el 0,49 % eran de una mezcla de razas. Del total de la población el 3,72 % eran hispanos o latinos de cualquier raza.